# Albrecht Mertz von Quirnheim

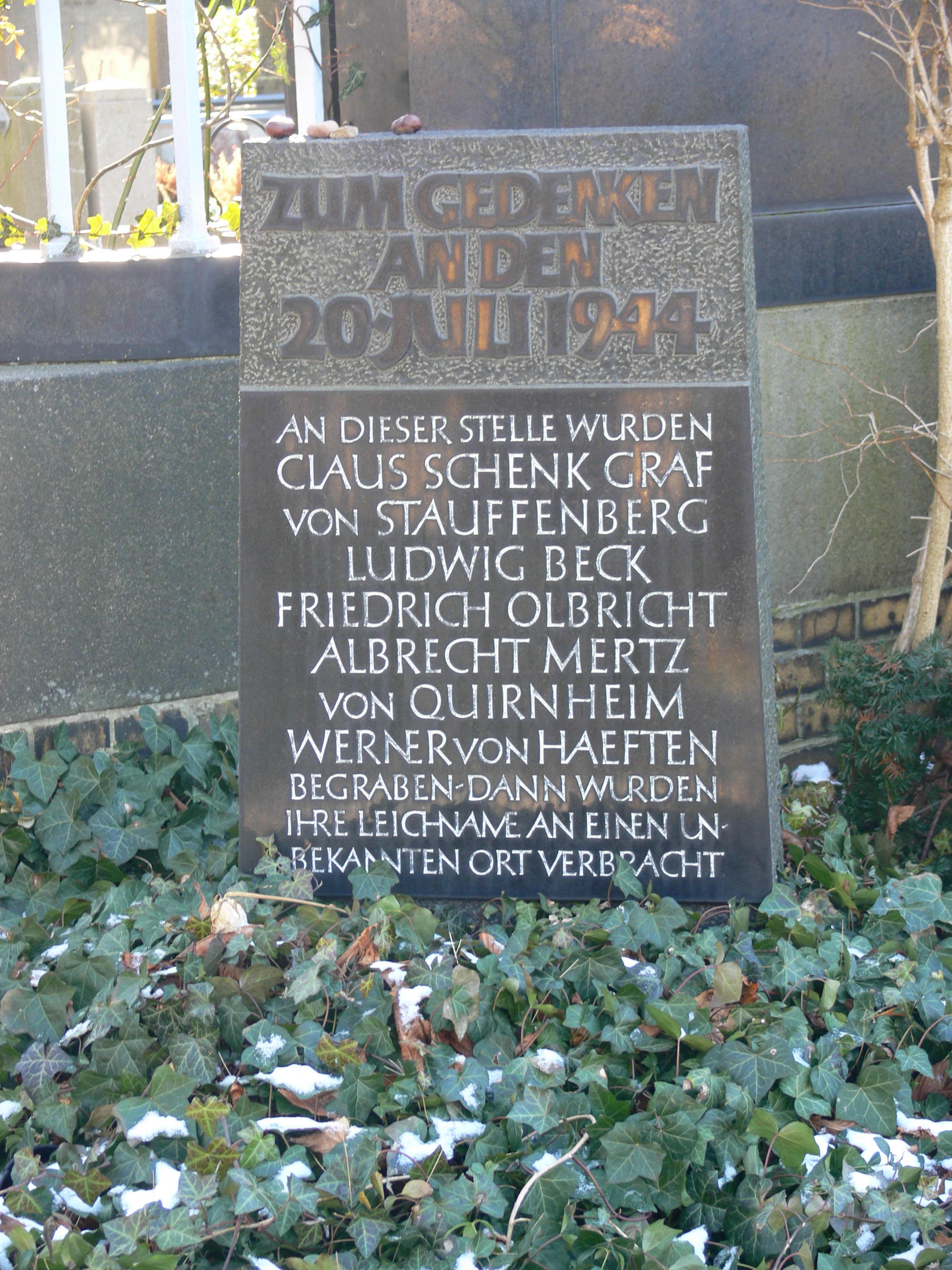
Placa en el lugar donde fueron primeramente enterrados los cuerpos de Claus Schenk Graf von Stauffenberg, Ludwig Beck, Friedrich Olbricht, Albrecht Mertz von Quirnheim y Werner von Haeften

Caballero (Ritter) Albrecht Mertz von Quirnheim (Múnich, Alemania, 25 de marzo de 1905 - Berlín, 21 de julio de 1944) fue un oficial alemán y miembro de la Resistencia ("Widerstand") antinazi, involucrado en el complot del 20 de julio de 1944 para asesinar a Adolf Hitler.

## Biografía
Descendiente de Ernst Quirin Mertz —canciller del arzobispo de Espira nombrado caballero del Sacro Imperio Romano Germánico en 1675—, Quirnheim era hijo del capitán Hermann Ritter Mertz von Quirnheim (1866-1947) y Eleonore Hohmann (1875-1954). Creció en Múnich hasta que su padre fue transferido a Potsdam como director del archivo del Reich. Sus amigos de infancia fueron Hans-Jürgen von Blumenthal y los hermanos Werner von Haeften y Hans Bernd von Haeften, futuros conspiradores contra Hitler. Al terminar el Gymnasium en Potsdam, se alistó en 1923 en el Reichswehr, donde trabó amistad con Claus von Stauffenberg. Al estallar la Segunda Guerra Mundial fue designado oficial de Estado Mayor.
En 1934 se casó con Charlotte Kraudzun, madre de su único hijo.
Inicialmente Quirnheim apoyó la ascensión al poder de Hitler, pero comenzó a distanciarse a medida que comprobaba la brutalidad del régimen. En 1941, tuvo conflictos con Alfred Rosenberg, ministro de los territorios ocupados del Este, y Erich Koch, Comisario para Ucrania por apoyar un tratamiento más humano de la población civil en el frente oriental y en 1942 fortaleció sus lazos con la resistencia a través de su cuñado Wilhelm Dieckmann, miembro de la Iglesia Confesante casado con su hermana Erika. 
Fue promovido a coronel en 1943 y destinado al Estado Mayor del XXIV Cuerpo de Ejército. Ese mismo año contrajo matrimonio con Hilde Baier, viuda del teniente coronel Otto Baier.
En septiembre de 1943, Quirnheim se unió al complot para asesinar a Hitler. Su superior, el General Friedrich Olbricht, y Stauffenberg planearon la Operación Valquiria. Inmediatamente después del atentado, Quirnheim urgió a Olbricht a activar el proceso sin haber confirmado el deceso de Hitler. 
Quirnheim, Stauffenberg, Olbricht y Werner von Haeften fueron arrestados y juzgados por el General Friedrich Fromm —que al principio apoyó la operación pero los traicionó al enterarse del fracaso del complot—, fusilados en el Bendlerblock y enterrados en el camposanto de la iglesia de San Mateo en Berlín. Posteriormente Heinrich Himmler ordenó desenterrar, quemar los cuerpos y esparcir las cenizas.
Días después la Gestapo arrestó a sus padres, hermanas, esposa e hijo, que fueron internados en campos de concentración siguiendo la política de Sippenhaft. Su cuñado Wilhelm Dieckmann fue torturado y brutalmente ejecutado el 13 de septiembre de 1944. 
- El actor berlinés Christian Berkel lo encarnó en la película Valkyrie.